# Herbert Reichel
Herbert Reichel (auch Textilwerk Herbert Reichel oder Reichel-Werk) war ein deutsches Textilunternehmen.

## Geschichte
Herbert Reichel (* 1920 in Hohenstein-Ernstthal; † 1977) gründete sein Textilunternehmen 1937 im Sudetenland. Das Unternehmen stellte Dekorationsstoffe her. Nach dem Einmarsch der Roten Armee wurden 1945 die Werksanlagen nach Hohenstein-Ernstthal verlegt.
Angesichts drohender Enteignung begann Herbert Reichel 1948 mit dem Aufbau der Produktion in Rheinberg. Zahlreiche Mitarbeiter stammten aus dem sächsischen Hohenstein-Ernstthal. Neben dem Werksgelände entstanden über 1000 Wohnungen für Betriebsangehörige, die Reichel-Siedlung, die heutzutage offiziell Rheinland-Siedlung heißt.
1955 stellte das Unternehmen seine Produkte in einer Ausstellung deutscher Textilien und Tapeten im Victoria and Albert Museum in London aus. In den 1960er Jahren wurde die Produktion von Teppichen und Teppichböden aufgenommen. Herbert Reichel leitete das Unternehmen bis 1976. Er war Senator h. c. und Mitglied des Beirats Düsseldorf/Krefeld der Deutschen Bank AG.
1975 erhielt das Unternehmen einen staatlichen Zuschuss von 9,4 Mio. DM, dessen Vergabe möglicherweise mit Spenden von Herbert Reichel an die FDP-Kreisverbände Düsseldorf und Wesel zusammenhing; Reichel soll auch Führungspersonal der FDP wie den damaligen Bundesvorsitzenden Walter Scheel großzügig beschenkt haben.
Das Werk in Rheinberg war bis zu seinem Niedergang in den 1980er Jahren mit 1.800 Mitarbeitern Europas größtes Werk für Heimtextilien.
Nach der Schließung des Unternehmens war es zeitweilig Standort der US-Armee. Einige Hallen wichen später einer Wohnbebauung, andere werden von der Messe Niederrhein genutzt.

## Schriften
- Herbert Reichel: Berühmte Orientteppiche aus historischer Sicht. Rheinberg, 1969.